# Cauroy-lès-Hermonville
Cauroy-lès-Hermonville är en kommun i departementet Marne i regionen Grand Est (tidigare regionen Champagne-Ardenne) i nordöstra Frankrike. Kommunen ligger i kantonen Bourgogne som tillhör arrondissementet Reims. År 2022 hade Cauroy-lès-Hermonville 504 invånare.

## Befolkningsutveckling
Antalet invånare i kommunen Cauroy-lès-Hermonville
| Referens: INSEE |